# Z17 Diether von Roeder
Z17 Diether von Roeder – niemiecki niszczyciel z okresu II wojny światowej, główny okręt typu 1936 (nazywanego też Diether von Roeder), zatopiony w 1940 w bitwie pod Narwikiem.

## Budowa
Zamówiony wraz z innymi okrętami tego typu 6 stycznia 1936, położenie stępki – 9 września 1936, wodowanie – 19 sierpnia 1937, wejście do służby – 29 sierpnia 1938. Zbudowany w stoczni Deschimag AG w Bremie (numer stoczniowy W920). W systemie oznaczeń niemieckich niszczycieli miał przydzielony numer Z17 (rzadko używany w oficjalnych dokumentach), przed wojną nosił numer burtowy 51. Budowa kosztowała 12,87 mln Reichsmark.
Nazwę nadano mu na cześć niemieckiego kapitana marynarki, dowódcy niszczyciela S 62 z I wojny światowej, poległego na nim 10 lipca 1918 na minie, podczas próby ratowania niszczyciela S 66.

## Służba
Po wybuchu II wojny światowej działał na Morzu Północnym i w Cieśninach Duńskich. 4 września 1939 lekko uszkodzony w nalocie brytyjskim na Wilhelmshaven. Uczestniczył w jednej operacji stawiania min na wodach angielskich, w nocy 17/18 października 1939 w ujściu rzeki Humber (wraz z niszczycielami „Karl Galster”, „Friedrich Eckoldt”, „Wilhelm Heidkamp”, „Hans Lüdemann” i „Hermann Künne”).
Wziął następnie udział w inwazji na Norwegię (operacji Weserübung), w grupie zajmującej Narwik, przewożąc tam strzelców górskich. 9 kwietnia 1940 zdobył przed Narwikiem dwa małe norweskie patrolowce „Michael Sars” i „Kelt”.
Dozorując w Ofotfjordzie 10 kwietnia rano, na skutek nieporozumienia powrócił do portu w Narwiku, przez co nie wykryto do fiordu brytyjskiej 2 Flotylli Niszczycieli. W następującej bitwie pod Narwikiem został poważnie uszkodzony artylerią brytyjskich niszczycieli i unieruchomiony (13 zabitych); wypuszczone przez niego trzy torpedy przeszły pod okrętami brytyjskimi na zbyt dużej głębokości (być może na skutek wad technicznych).
13 kwietnia 1940 podczas drugiego starcia pod Narwikiem, stał unieruchomiony w porcie w Narwiku, gdzie był nieskutecznie ostrzeliwany m.in. przez pancernik HMS „Warspite”. Sam ostrzeliwał brytyjskie okręty, uszkadzając niszczyciel HMS „Cossack”, po czym po wyczerpaniu amunicji został wysadzony w powietrze przez załogę (pozycja 68°25′N 17°24′E/68,416667 17,400000).
Dowódcy:
- kmdr ppor (Korvettenkapitän) Erich Holtorf: 29 sierpnia 1938 – 13 kwietnia 1940

## Dane techniczne
Szczegółowy opis i historia konstrukcji – w artykule niszczyciele typu 1936.
- wyporność:
  - standardowa: 2411 t
  - pełna: 3415 t
- wymiary:
  - długość: 123 m
  - długość na linii wodnej: 120 m
  - szerokość: 11,8 m
  - zanurzenie: 4,3 m
- napęd: 2 turbiny parowe o mocy łącznej 70 000 KM, 6 kotłów parowych Wagnera (ciśnienie robocze 70 at), 2 śruby
- prędkość maksymalna: 38 w
- zasięg: 2020 mil morskich przy prędkości 19 w
- zapas paliwa: 787 t mazutu
- załoga: 323

Uzbrojenie i wyposażenie:
- 5 dział kalibru 128 mm (nominalnie 12,7 cm) SK C/34 w pojedynczych stanowiskach, osłoniętych maskami (5xI)
  - długość lufy L/45 (45 kalibrów), donośność maksymalna 17 400 m, kąt podniesienia +30°, masa pocisku 28 kg, zapas amunicji – 120 na działo
- 4 działka przeciwlotnicze 37 mm SK C/30, półautomatyczne, podwójnie sprzężone na podstawach LC/30 (2×II)
- 6 działek przeciwlotniczych 20 mm (6×I)
- 8 wyrzutni torpedowych 533 mm (2×IV), 12-16 torped
- 18 bomb głębinowych (zrzutnia bg)
- możliwość zabrania 60 min morskich
- szumonamiernik GHG
- system kierowania ogniem artylerii głównej: dwa 4-metrowe dalmierze stereoskopowe (na nadbudówce dziobowej i śródokręciu), centrala artyleryjska C34/Z